# Sitona discoideus
Sitona discoideus is een keversoort uit de familie snuitkevers (Curculionidae). De wetenschappelijke naam van de soort is voor het eerst geldig gepubliceerd door de Zweedse entomoloog Gyllenhal in 1834.  De volwassenen kunnen in de herfst bijzonder destructief zijn voor opkomende zaailingen en larven kunnen de ontwikkeling van de plant in de lente belemmeren.

## Kenmerken
Volwassen exemplaren zijn 3-5 mm lang, grijsbruin van kleur en hebben drie karakteristieke bleke (wit-gele) strepen op het borststuk achter de kop. Ze hebben een korte, brede snuit en kunnen goed vliegen. De larven zijn wit en pootloos, met een oranjebruine kopcapsule en worden tot 5 mm lang en leven in de grond in de buurt van plantenwortels.

## Levenswijze
Volwassenen zijn van de lente tot de herfst actief op de winterweiden. De eieren worden in de herfst in de grond gelegd rond de plantenvoet. De larven komen uit bij regen, graven zich in de grond en voeden zich door de winter tot in de lente. De verpopping vindt plaats in de bodem en de volwassen dieren verschijnen in de late lente/vroege zomer en blijven actief tot de herfst.

## Voorkomen
Sitona discoideus komt oorspronkelijk uit de mediterrane regio (Portugal, Spanje, Frankrijk, Italië, Zwitserland). Later heeft het zich verspreid naar andere landen. Er zijn waarnemingen bekend uit Zuid-Afrika, Australië, Nieuw-Zeeland en Noordwest-Afrika. Het eerste exemplaar in Nieuw-Zeeland is in 1975 gevonden 